# دائرة بوحنيفية
دائرة بوحنيفية هي إحدى دوائر ولاية معسكر الجزائرية.